# 羅德里·威廉姆斯
羅德里·威廉姆斯（英語：Rhodri Williams；1993年5月5日—）是一位威爾斯橄欖球運動員。他是威爾斯國家橄欖球隊的一員，代表威爾斯參加了2014年橄欖球六國賽的比賽。